# Les Angles, Gard
Les Angles là một xã ở tỉnh Gard ở miền nam nước Pháp. Xã này có diện tích 17,77 km², dân số năm 1999 là 7578 người. Khu vực này có độ cao trung bình 60 mét trên mực nước biển.